# 阿尔泰蓝盆花
阿尔泰蓝盆花（学名：[Scabiosa austroaltaica] 错误：{{Lang}}：文本有斜体标记（帮助））为川续断科蓝盆花属下的一个种。

## 扩展阅读
- 維基物種上的相關：阿尔泰蓝盆花